# Hafen Praga

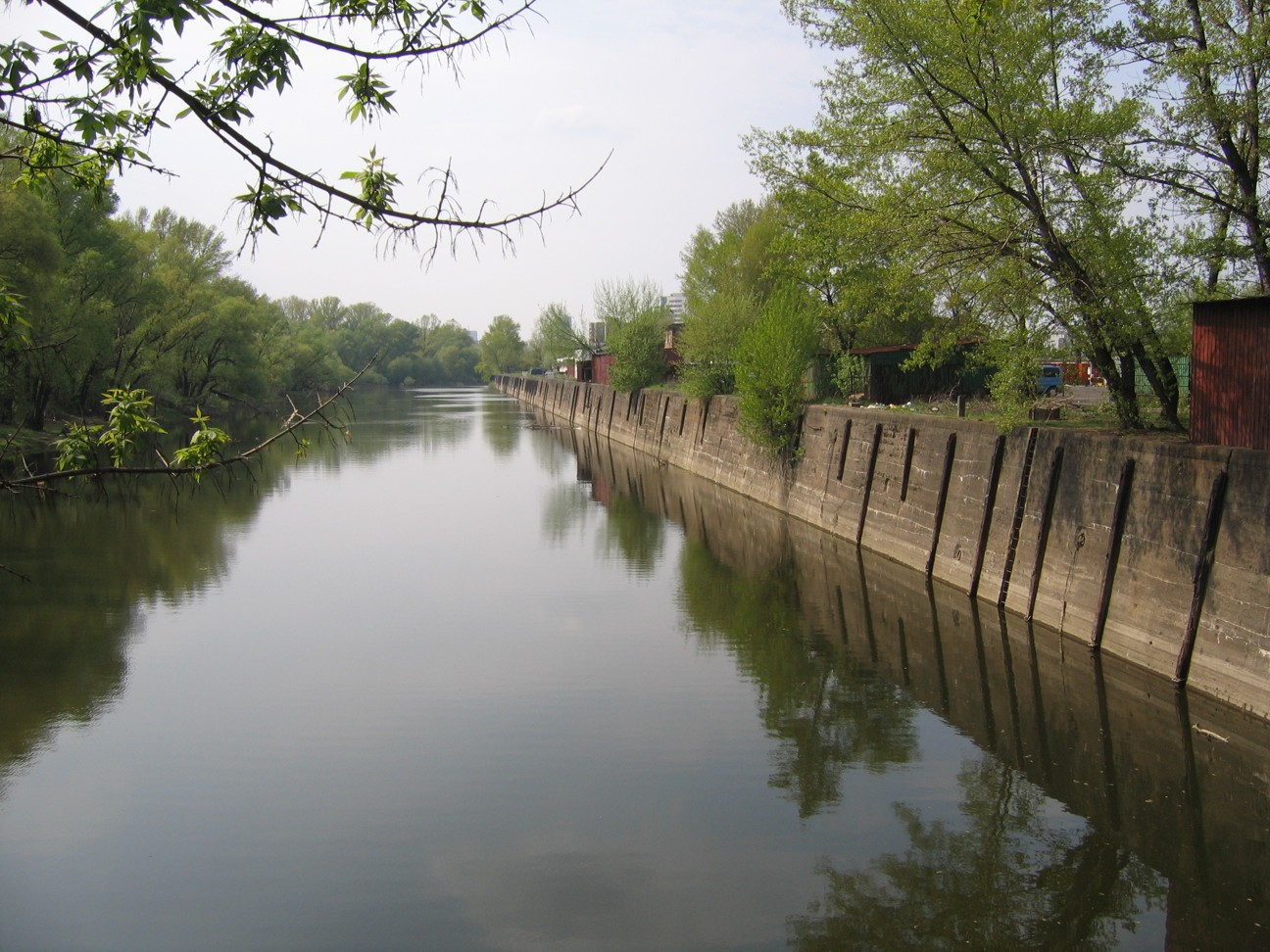
Der Kai des mittleren Hafenbeckens

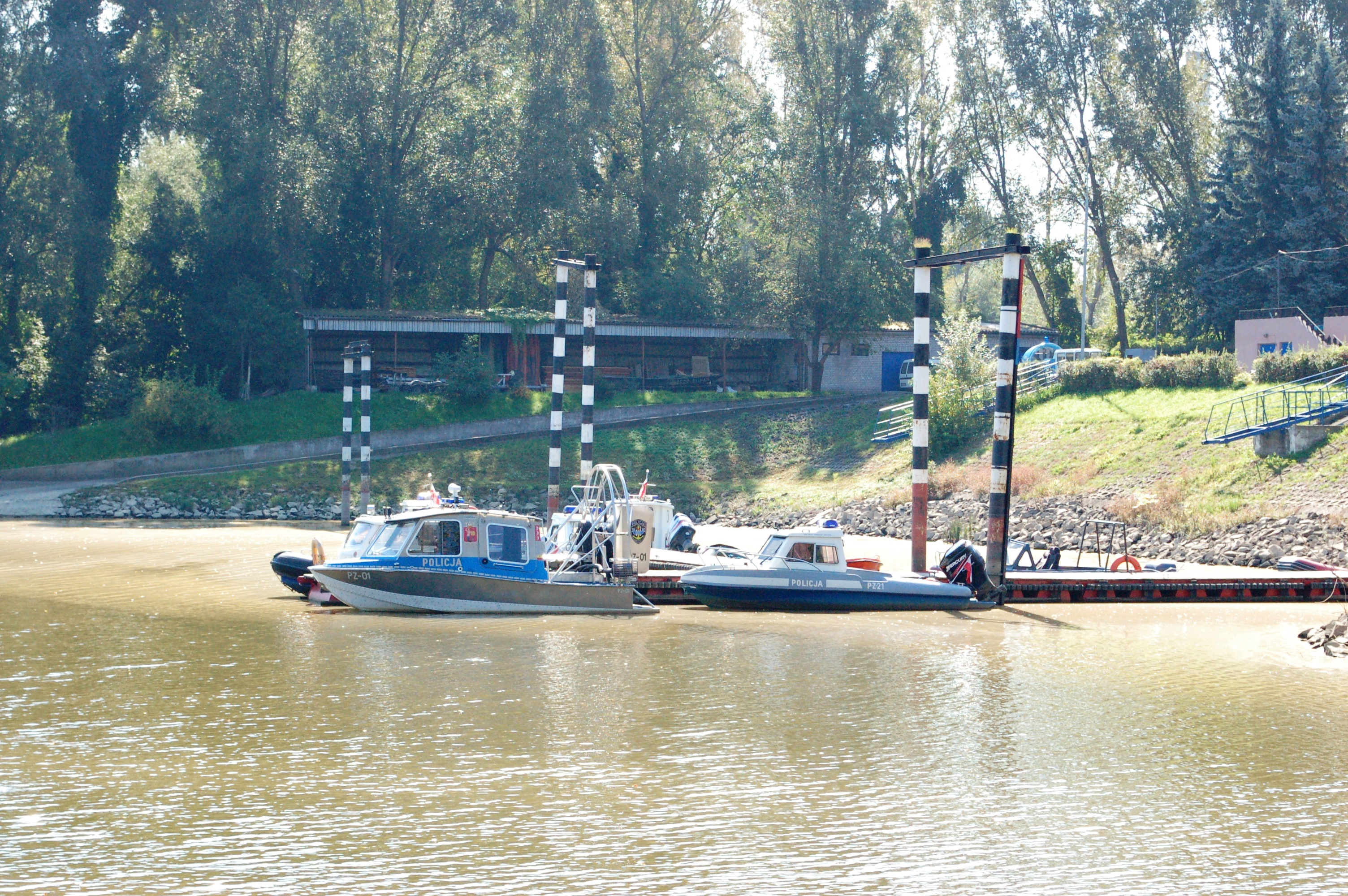
Flusspolizeistation mit Wasserfahrzeugen, hier auch ein Sumpfboot

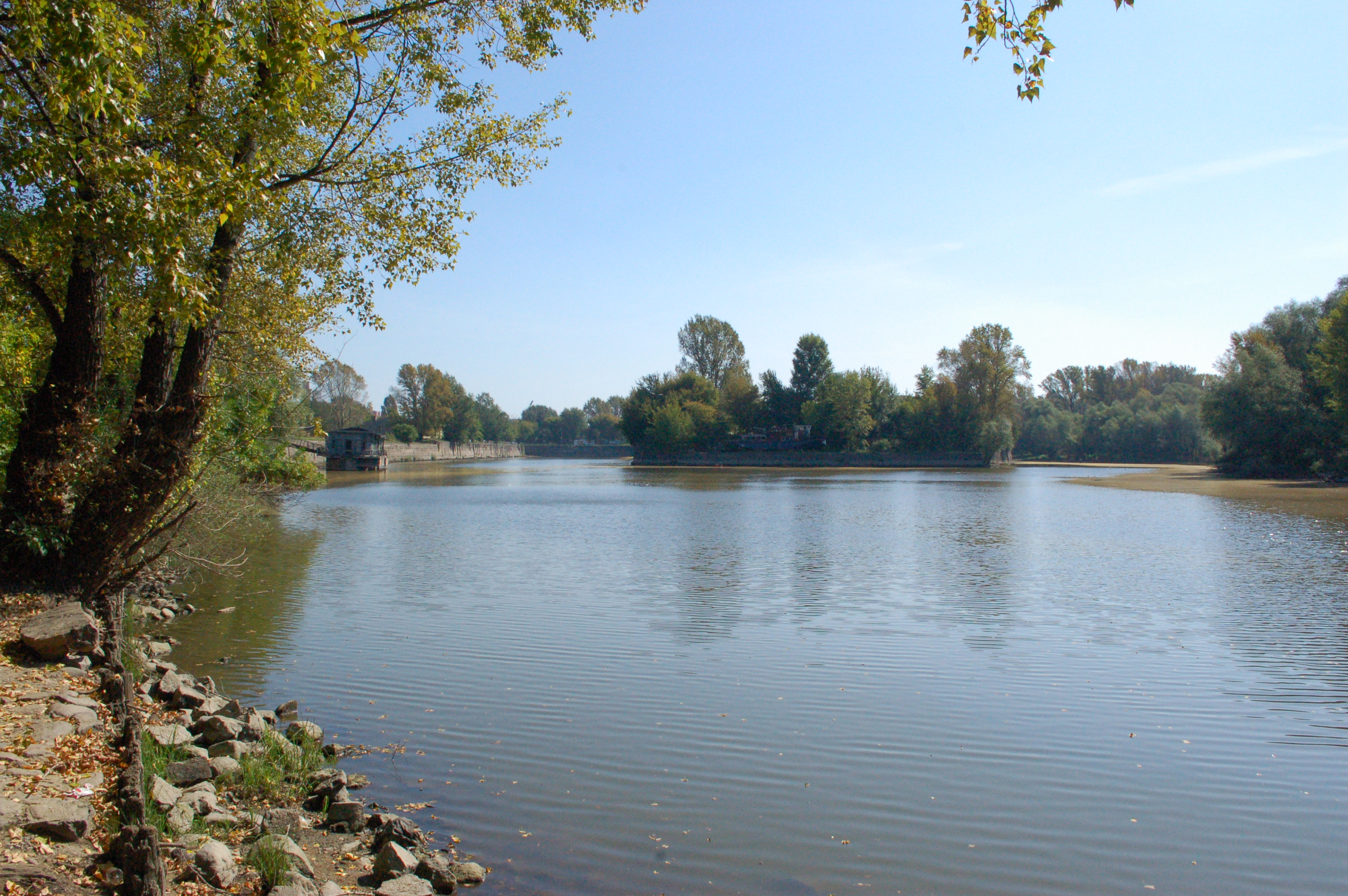
Zufahrt zu den beiden großen Hafenbecken

Der Hafen Praga (polnisch Port Praski) im Warschauer Stadtdistrikt Praga-Północ ist einer von drei Weichselhäfen in der polnischen Hauptstadt. Der Hafen wird nicht mehr genutzt und soll in den nächsten Jahren zu einem modernen Wohn- und Bürogebäudekomplex umgestaltet werden.

## Geschichte
Der Hafen wurde in der Zwischenkriegszeit des 20. Jahrhunderts an Stelle eines früheren Flussarmes auf der rechten (ostwärtigen) Seite der Weichsel gebaut. Er diente als Warenumschlag- und Winterschiffsliegeplatz und bestand aus drei Hafenbecken, von denen die zwei größeren über gemauerte Kaianlagen – die bis heute in gutem Zustand erhalten sind – verfügten. Der Hafen wurde nicht wie ursprünglich geplant ausgebaut. Auch wurde die im Zusammenhang geplante Errichtung von Staustufen des Flusses Richtung Norden nie realisiert. Das Gelände umfasste eine Fläche von rund 50 Hektar.
Seit 1963 wird der Hafen nicht mehr genutzt, ab dann übernahm der ebenfalls auf der rechten Flussseite liegende Hafen Żerań dessen Funktion. Heute wird ein kleiner Bereich im Einfahrtsbereich des Hafens von der Warschauer Fluss- und Fischereipolizei als Liegeplatz für deren Boote verwendet. Frühere Umschlaghallen werden teilweise als Lager- und Produktionshallen genutzt; andere Gebäude verfallen. Die Hafenanlagen liegen heute zwischen der Eisenbahnlinie Warszawa Wschodnia – Warszawa Centralna und der Hauptverkehrsstraße Ulica Wybrzeże Szczecińskie sowie den Nebenstraßen Ulica Jana Zamoyskiego und Ulica Sokola. Im Südosten schließen sich hinter der Eisenbahntrasse das neuerbaute Stadion Narodowy und der Skaryszew-Park an.
Als Gegenleistung für die Errichtung der Świętokrzyski-Brücke Ende der 1990er Jahre wurden dem ausführenden Unternehmen Elektrim die Hafenanlagen zur Entwicklung eines Wohn- und Bürogebietes zugeteilt. Wegen finanzieller Schwierigkeiten des Konzerns konnte der Plan jahrelang nicht ausgeführt werden. Doch ab dem Jahr 2010 wurden die Bauplanungen konkreter. Die Eigentumsverhältnisse beim Entwickler Elektrim sind unklar. Der Unternehmer Zygmunt Solorz-Żak soll treibende Kraft bei dem Neubauprojekt sein.

## Neubauprojekt
Elektrim kündigte im Spätsommer 2011 an, die erste Bauphase am Hafen in der zweiten Hälfte 2012 zu beginnen. Zunächst sollen dort Wohneinheiten gebaut werden. Die Gesamtplanung, die einen Bauzeitraum von 10 Jahren vorsieht, betrifft Wohn-, Büro- und Gewerbeflächen von 560.000 Quadratmetern. Die Architektur wurde vom Architekturstudio JEMS Architekci entworfen. Der Eigentümer des auf 38 Hektar reduzierten Hafengeländes ist die Firma Port Praski Sp.z o.o., die zunächst 12 siebengeschossige Wohngebäude errichten lassen will. Als Vorbild für das zu entwickelnde Gelände dient die HafenCity in Hamburg.